# أوسيان دودان
أوسيان دودان (بالفرنسية: Océane Dodin)‏ (مواليد 24 أكتوبر 1996 في ليل)، هي لاعبة تنس فرنسية بدأت مسيرتها كمحترفة سنة 2012 تلعب باليد اليمنى وتحتل حالياً المرتبة رقم. 55 (15 مايو 2017) في تصنيف رابطة محترفات كرة المضرب. أعلى تصنيف لها في الفردي كان المركز الـ 55 في سنة 2017.

## روابط خارجية
- أوسيان دودان على موقع رابطة محترفات التنس (الإنجليزية)
- أوسيان دودان على موقع الاتحاد الدولي لكرة المضرب (الإنجليزية)
- أوسيان دودان على موقع كأس بيلي جين كينغ (الإنجليزية)
- أوسيان دودان على موقع خلاصة التنس.كوم (الإنجليزية)